# Приморська селищна рада
Примо́рська се́лищна ра́да — адміністративно-територіальна одиниця та орган місцевого самоврядування у складі Феодосійської міської ради Автономної Республіки Крим. Адміністративний центр — селище міського типу Приморський.

## Загальні відомості
- Територія ради: 10,181 км²
- Населення ради: 14 860 осіб (станом на 1 січня 2011 року)

## Населені пункти
Селищній раді підпорядковані населені пункти:
- смт Приморський

## Склад ради
Рада складається з 32 депутатів та голови.
- Голова ради: Жалнін Сергій Миколайович
- Секретар ради: Шевченко Ірина Олександрівна

### Керівний склад попередніх скликань
| Прізвище, ім'я, по батькові | Основні відомості                                                | Дата обрання | Дата звільнення |
| --------------------------- | ---------------------------------------------------------------- | ------------ | --------------- |
| Жалнін Сергій Миколайович   | Селищний голова, 1962 року народження, освіта вища, безпартійний | 26.03.2006   | 31.10.2010      |
| Жалнін Сергій Миколайович   | Селищний голова, 1962 року народження, освіта вища, безпартійний | 31.10.2010   |                 |

Примітка: таблиця складена за даними сайту Верховної Ради України

### Депутати
За результатами місцевих виборів 2010 року депутатами ради стали:

#### За суб'єктами висування
| Суб'єкт висування | Кількість обраних депутатів | %    |
| ----------------- | --------------------------- | ---- |
| Самовисування     | 18                          | 56,3 |
| Партія регіонів   | 14                          | 43,8 |

#### За округами
| № округу        | Прізвище, ім'я, по батькові    | Дата визнання обраним | Освіта             | Партійна приналежність                  | Відомості про обраного депутата          |
| --------------- | ------------------------------ | --------------------- | ------------------ | --------------------------------------- | ---------------------------------------- |
| Партія регіонів |                                |                       |                    |                                         |                                          |
| 6               | Карасік Олена Василівна        | 02.11.2010            | середня            | член Партії регіонів                    | ВАТ ФСК «Море», технік-технолог          |
| 8               | Д'якова Галина Михайлівна      | 02.11.2010            | вища               | член Партії регіонів                    | ВАТ ФСК «Море», инспектор                |
| 9               | Іванов Сергій Віталійович      | 02.11.2010            | вища               | член Партії регіонів                    | ВАТ ФСК «Море», інженер-економіст        |
| 12              | Рожков Сергій Володимирович    | 02.11.2010            | вища               | член Партії регіонів                    | агентство нерухомості, директор          |
| 13              | Бердник Євгенія Сергіївна      | 02.11.2010            | вища               | член Партії регіонів                    | ФЗШ № 11, вчитель                        |
| 14              | Железняк Степан Васильович     | 02.11.2010            | вища               | член Партії регіонів                    | приватний підприємець                    |
| 15              | Паращенюк Юрій Анатолійович    | 02.11.2010            | вища               | член Партії регіонів                    | технічний ліцей, викладач                |
| 19              | Коновалов Сергій Олександрович | 02.11.2010            | вища               | член Партії регіонів                    | ДЮСШ, м. Феодосія, директор              |
| 20              | Захарчук Анатолій Миколайович  | 02.11.2010            | середня спеціальна | член Партії регіонів                    | тимчасово не працює                      |
| 24              | Сагайдак Олег Сергійович       | 02.11.2010            | вища               | член Партії регіонів                    | тимчасово не працює                      |
| 25              | Степуніна Любов Іллівна        | 02.11.2010            | вища               | член Партії регіонів                    | ВАТ ФСК «Море», голова профспілки        |
| 26              | Халанський Петро Олексійович   | 02.11.2010            | вища               | член Партії регіонів                    | студія в ДК «Бріз», керівник             |
| 29              | Чинєнов Василь Олексійович     | 02.11.2010            | середня            | член Партії регіонів                    | ПП «Блекси», керівник                    |
| 30              | Никифоров Сергій Михайлович    | 02.11.2010            | вища               | член Партії регіонів                    | ТОВ «Никифоров», директор                |
| Самовисування   |                                |                       |                    |                                         |                                          |
| 1               | Холодний Геннадій Анатолійович | 02.11.2010            | вища               | позапартійний                           | ООО «Крим-метровес Плюс», директор       |
| 2               | Першиков Юрій Олександрович    | 02.11.2010            | вища               | член Партії «РОДИНА»                    | приватний підприємець                    |
| 3               | Лебідь Віктор Володимирович    | 02.11.2010            | середня            | член Партії регіонів                    | ООО «Мішель плюс», директор              |
| 4               | Романов Роман Вікторович       | 02.11.2010            | вища               | позапартійний                           | КЖЕП «Приморський-1», інженер            |
| 5               | Шевченко Ірина Олександрівна   | 02.11.2010            | вища               | позапартійна                            | Приморська селищна рада, спеціаліст      |
| 7               | Орехов Анатолій Дмитрович      | 02.11.2010            | середня            | позапартійний                           | тимчасово не працює                      |
| 10              | Павлов Валерій Олександрович   | 02.11.2010            | середня            | позапартійний                           | ВАТ ФСК «Море», начальник охорони        |
| 11              | Козлов Володимир Михайлович    | 02.11.2010            | вища               | позапартійний                           | Приморська селищна рада, секретар        |
| 16              | Фастовець Олександр Андрійович | 02.11.2010            | середня            | член Партії регіонів                    | приватний підприємець                    |
| 17              | Третіник Ніна Миколаївна       | 02.11.2010            | середня спеціальна | позапартійна                            | ТОВ «Гіацинт», директор                  |
| 18              | Гук Володимир Миколайович      | 02.11.2010            | вища               | член Політичної партії «Сильна Україна» | загальноосвітня школа № 8, вчитель       |
| 21              | Живіло Владислав Володимирович | 02.11.2010            | вища               | член Політичної партії «Сильна Україна» | КЖЕП «Приморський», інженер              |
| 22              | Кабін Олександр Миколайович    | 02.11.2010            | середня            | позапартійний                           | приватний підприємець                    |
| 23              | Голінко Володимир Іванович     | 02.11.2010            | вища               | член Політичної партії «Сильна Україна» | ВАТ ФСК «Море», начальник відділу кадрів |
| 27              | Табачний Василь Іванович       | 02.11.2010            | середня спеціальна | член Партії регіонів                    | пенсіонер                                |
| 28              | Чорман Абдраман Мідатович      | 02.11.2010            | вища               | позапартійний                           | голова асоціації підприємців             |
| 31              | Тищенко Юрій Олексійович       | 02.11.2010            | вища               | позапартійний                           | тимчасово не працює                      |
| 32              | Долама Умер Ізетович           | 02.11.2010            | незакінчена вища   | позапартійний                           | приватний підприємець                    |